# Nielsenfjellet
Le Nielsenfjellet est une montagne du Spitzberg (Svalbard) située dans le sud du fjord Kongsfjorden.

## Toponymie
La montagne est nommée d'après Edvard Nielsen, assistant lors de l'expédition Conway qui accompagne Garwood lors de son exploration des lieux.

## Histoire
Edmund Garwood en fit l'ascension en juillet 1897.